# Ellos nos hicieron así
 Ellos nos hicieron así es una película en blanco y negro de Argentina dirigida por Mario Soffici sobre el guion de Sixto Pondal Ríos y Carlos Olivari que se estrenó el 23 de febrero de 1953 y que tuvo como protagonistas a Olga Zubarry, Tito Alonso, Alberto de Mendoza y Alberto Dalbes.

## Sinopsis
La educación recibida en sus hogares influye en el futuro de unos muchachos de barrio de distinta posición económica.

## Reparto
- Olga Zubarry
- Tito Alonso
- Alberto de Mendoza
- Alberto Dalbes
- Mirtha Torres
- Golde Flami
- Domingo Sapelli
- Benito Cibrián
- Casimiro Krukowsky
- Luis Medina Castro
- Dorita Vernet
- Nina Briand
- Saúl Jarlip
- Elena Cruz
- Vicente Thomas
- María Esther Buschiazzo
- Paride Grandi
- Isabel Barron
- Carmen Olivet
- Mónica Linares
- Carlos Cotto
- José de Ángelis
- Elías Herrero
- MaríaPérez
- Tito Grassi
- Pura Díaz
- J. Mayer
- Carmen Giménez
- Jacobo Lew
- Francisco Audenino
- Rafael Diserio
- Warly Ceriani
- Alberto Rudoy
- Carlos Cambria
- Héctor Yorio
- Ernesto Balbi Soler
- E. García del Río
- Luis Otero

## Comentarios
La película ocasionó juicios tan disímiles como: “Asunto mal tratado” en La Prensa y “fiel reflejo de la vida cotidiana” (Dolly Shaw en el diario Democracia). 
Se dijo sobre su aspecto ideológico: “No puede imaginarse películas con argumento más reaccionario” ( Abel Posadas en “La Cultura Popular del Peronismo” ) y:

”Film de tesis, con el reaccionario mensaje de que “los hijos serán como sus padres”. La acumulación de desdichas la hizo poco simpático, al igual que la claustrofobia de las situaciones resueltas en calles de utilería.
”

```
Manrupe y Portela escriben:
```

”El materialismo y el parricidio (“Ellos” son los padres de los jóvenes de la película) en su film curioso de su director en el que llaman la atención la impotencia de los jóvenes por cambiar su destino y un tibio apunte sobre el antisemitismo.”

## Citas
1. ↑  Maranghello, César: Breve historia del cine argentino pág. 130. Buenos Aires 2004 Alertes S.A. de ediciones  isbn= 84-7584-532-0